# Redbone (песня)
«Redbone» — сингл американского рэпера Дональда Гловера, известного под псевдонимом Childish Gambino, выпущенный 17 ноября 2016 года с третьего студийного альбома Awaken, My Love!.
Три номинации на премию Grammy Award, включая Record of the Year на 60-й церемонии, из которых выиграло в категории Best Traditional R&B Performance. В 2021 году песня была включена в список 500 величайших песен всех времён по версии журнала Rolling Stone (№ 383).

## Коммерческий успех
«Redbone» не имел большого коммерческого успеха в США, где дебютировал лишь с 75-го места в основном американском хит-параде Billboard Hot 100 в чарте, датированном 10 декабря 2016 года. Но позднее песня неожиданно повторно попала в хит-парад и достигла 12-го места в дату 19 августа 2017 года, став высшим достижением в карьере исполнителя на тот момент и первым треком в лучшей двадцатке top 20 (лучше был позднее сингл «This Is America»). Песня также стала первым чарттоппером Гамбино в соул-чарте Adult R&B.

## Чарты и сертификация
| Чарт (2016—2017)                           | Высшая позиция |
| ------------------------------------------ | -------------- |
| Австралия (ARIA)                           | 27             |
| Австралия, Urban (ARIA)                    | 3              |
| Бельгия/Фландрия (Ultratip Bubbling Under) | 15             |
| Канада (Billboard Canadian Hot 100)        | 30             |
| Канада (Billboard Rock)                    | 36             |
| Чехия (Singles Digitál Top 100)            | 63             |
| Франция (SNEP)                             | 142            |
| Ирландия (IRMA)                            | 45             |
| Новая Зеландия (Recorded Music NZ)         | 22             |
| Португалия (AFP)                           | 34             |
| Шотландия (OCC Scotland)                   | 79             |
| Словакия (Singles Digitál Top 100)         | 66             |
| Швеция (Sverigetopplistan)                 | 92             |
| Великобритания (OCC UK Singles)            | 51             |
| Великобритания (OCC UK Hip Hop/R&B)        | 12             |
| США (Billboard Hot 100)                    | 12             |
| США (Billboard Adult Alternative Songs)    | 30             |
| США (Billboard Hot R&B/Hip-Hop Songs)      | 6              |
| США (Billboard Adult R&B Songs)            | 1              |
| США (Billboard Pop Airplay)                | 16             |
| США (Billboard Rhythmic)                   | 2              |

| Чарт (2017)                            | Позиция |
| -------------------------------------- | ------- |
| Австралия (ARIA)                       | 49      |
| Канада (Canadian Hot 100)              | 58      |
| Новая Зеландия (Recorded Music NZ)     | 40      |
| США (Billboard Hot 100)                | 25      |
| США (Hot R&B/Hip-Hop Songs, Billboard) | 15      |
| США (Rhythmic, Billboard)              | 8       |

### Сертификации
| Регион | Сертификация  | Продажи   |
| --- | ------------- | --------- |
| Австралия (ARIA) | 3× Платиновый | 210 000   |
| Канада (Music Canada) | 4× Платиновый | 320 000   |
| Дания (IFPI Danmark) | Золотой       | 45 000    |
| Франция (SNEP) | Золотой       | 75,000    |
| Новая Зеландия (RMNZ) | Платиновый    | 30 000    |
| Великобритания (BPI) | 2× Платиновый | 1 200 000 |
| США (RIAA) | 5× Платиновый | 5 000 000 |
| * Данные о продажах приведены только на основе сертификации. · ^ Данные о тиражах приведены только на основе сертификации. · Данные о продажах + прослушиваниях приведены только на основе сертификации. |               |           |